# Horst Drescher (Schriftsteller)
Horst Drescher (* 2. Januar 1929 in Olbersdorf bei Zittau; † 22. September 2019 in Leipzig, Probstheida) war ein deutscher Schriftsteller.

## Biografie
Horst Drescher, in Olbersdorf nahe Zittau geborener Arbeitersohn, absolvierte nach der Volksschule 1943 eine Lehre zum Werkzeugmacher im Phänomen Werk Gustav Hiller AG Zittau, den späteren Robur-Werken. In den letzten Kriegstagen wurde er zur Wehrmacht eingezogen.
1945 bis 1950 arbeitete er in Zittau unter anderem für eine sowjetische Militäreinheit, auf einem Gut in Böhmen und bei MAN in Frankfurt am Main. Auch das Phänomen Werk, das zwischenzeitlich VEB Kraftfahrzeugwerk Phänomen hieß, stellte ihn wieder ein. Von 1950 bis 1953 besuchte er die Arbeiter-und-Bauern-Fakultät (ABF) in Leipzig und holte sein Abitur nach. Daran schloss sich ein Studium der Germanistik an der Universität Leipzig an. Zu seinen Professoren gehörten Hans Mayer und Theodor Frings, außerdem war er Gasthörer bei Ernst Bloch. 1957 wurde er Lektor im Mitteldeutschen Verlag in Halle (Saale) und wirkte ab 1960 als freischaffender Schriftsteller.
1964 schrieb er das Drehbuch zu dem Film Studenten über die Leipziger Universität mit dem Arbeitstitel Stud. phil. Werner Schorsch, der 1966 auf Geheiß der DDR-Kulturfunktionäre vernichtet wurde. Eine Umarbeitung des Stoffes 1969 zu einem Theaterstück stieß ebenso auf Ablehnung. Drescher arbeitete danach in der Kranzbinderei seiner Frau in Leipzig.
In den 1970er und 1980er Jahren gab er im Reclam-Verlag Bücher von unter anderem Friederike Kempner, Joachim Ringelnatz und Wilhelm Rudolph heraus. In der Literaturzeitschrift Sinn und Form publizierte er Künstlerporträts zu Wilhelm Rudolph, Theodor Rosenhauer, Arno Mohr und Werner Klemke. Eine erste eigene Buchveröffentlichung verwirklichte 1987 der Berliner Aufbau-Verlag. Dieser Aphorismensammlung gab Drescher den Titel Aus dem Zirkus Leben.
Horst Drescher war Mitglied des Schriftstellerverbandes der DDR und ab 1990 des PEN-Zentrums Deutschland. 1992 wurde er in die Freie Akademie der Künste zu Leipzig und 1996 in die Sächsische Akademie der Künste aufgenommen. Zeitweise war er dort Leiter der Klasse Literatur und Sprachpflege.
1990 erhielt er den Lion-Feuchtwanger-Preis der Akademie der Künste in Berlin und im Jahr darauf den Literaturpreis der Stadt Meißen. 1994 empfing er die Ehrengabe der Deutschen Schillerstiftung.

## Auszeichnungen
- 1990: Lion-Feuchtwanger-Preis
- 1991: Literaturpreis der Stadt Meißen
- 1994: Ehrengabe der Deutschen Schillerstiftung

## Werke
- Aus dem Zirkus Leben. Notizen 1969 – 1986 (= Edition Neue Texte). Aufbau-Verlag, Berlin 1987, ISBN 3-351-00372-2.
- Maler-Bilder. Aufbau, Berlin/Weimar 1989, ISBN 3-351-01420-1.
- Im Viebig.
- Hörsaal 40.
- Briefe.
- Regenbogenpapiermacher. Reclam, Leipzig 1995, ISBN 3-379-01539-3.
- Leipzig in den Fünfzigern. Kiepenheuer, Leipzig 2003, ISBN 3-378-01063-0.